# Rafael Silva (Schauspieler)
Rafael Silva (* 18. Juni 1994 in Belo Horizonte, Minas Gerais, Brasilien als Rafael L. Silva) ist ein brasilianisch-US-amerikanischer Schauspieler.

## Leben und Karriere
Silva wurde im Juni 1994 in Belo Horizonte, Minas Gerais in Brasilien geboren. Silva wuchs dort auf und wollte als kleiner Junge wie sein Großvater und seine Onkel eine Karriere als Veterinär verfolgen und mit Nutztieren arbeiten. Im Alter von 13 Jahren zog er mit seiner Familie nach Harrison, New Jersey in den Vereinigten Staaten. Dieser Umzug führte bei Silva zu einem Kulturschock. Die Folge war, dass er introvertiert wurde und Angst bekam, wenn er in der Öffentlichkeit sprach. Während seiner Schulzeit begann er zu schauspielern, um sich seiner Angst zu stellen. Nach seinem Abschluss an der Pace University in New York City, gab er sein Schauspieldebüt 2019 in einer Episode von Madam Secretary.
Bekannt wurde Silva durch die Fox-Fernsehserie 9-1-1: Lone Star, ein Spin-Off von 9-1-1. Darin hatte er ab Januar 2020 als Polizist Carlos Reyes eine der Hauptrollen inne.
Silva ist offen schwul.

## Filmografie (Auswahl)
- 2019: Madam Secretary (Fernsehserie, Episode 5x14)
- 2020–2025: 9-1-1: Lone Star (Fernsehserie, 72 Episoden)
- 2020: The Corps (Fernsehserie, 5 Episoden)